# 연세대학교 미래캠퍼스
연세대학교 미래캠퍼스(延世大學校 未來校庭, Yonsei University Mirae Campus)는 강원특별자치도 원주시에 위치한 일반대학인 매지캠퍼스(梅芝-)와 연세대학교 원주세브란스기독병원과 의과대학의 일산캠퍼스(一山-)로 구성된 연세대학교의 분교이다.

## 연혁
일산캠퍼스는 1959년에 선교사 주디 머레이가 세운 원주기독연합병원에서 시작되어, 1978년 연세대학교 의예과 분교, 1982년에 종합대학으로 발전하였다. 매지캠퍼스는 김우중 전 대우그룹 회장이 기증한 165만여 m2 부지에 캠퍼스를 조성하였다. 2008년에 원주캠퍼스 창립 30주년 기념식을 거행하였으며 2010년에 원주캠퍼스 비전 2020+ 선포식을 개최하였다.올해 2023년으로 45주년을 맞은해이기도 하다.
- 1977년 12월 28일 : 의과대학 원주분교 설립
- 1981년 1월 8일 : 원주대학으로 승격
- 1982년 6월 22일 : 연세매지방속국 개국
- 1982년 10월 5일 : 원주대학과 원주의과대학으로 분리
- 2000년 3월 1일 : 연세대학교 원주캠퍼스로 교명 확정
- 2018년 : 교육부 대학기본역량진단평가 결과 역량강화대학 선정 및 조건부 일반재정지원[7]
- 2019년 5월 29일 : 연세대학교 미래캠퍼스로 교명 변경 및 VISION 2030 선포
- 2023년 3월 1일  : 연세대학교 연세예술원 정식 개원

## 캠퍼스 풍경

### 미래캠퍼스
매지캠퍼스의 교내로 들어서면 왼편으로 첨단의료기기 테크노타워, 환경친화기술센터, 매지학사, 세연학사, 연세프라자가, 앞으로는 언덕 위에 현운재가 보이고 옆으로는 무궁화동산, 연세스포츠센터와 매지호가 있다. 은행나무 가로수의 긴 진입로가 끝나는 곳의 앞에 학생회관과 도서관이 마주보고 있으며, 도서관 뒤로는 미래관, 그 위쪽 좌측에 청송관과 정의관, 우측에 창조관, 그 뒤편에 백운관이 있다.
- 대학교회/대학본부 : 지하 1층, 지상 4층의 건물로서 예배실, 교목실, 원주부총장실, 기획부, 교무부, 재무부 등이 있다.[9]

- 도서관 : 지하 1층, 지상 5충의 건물로서 1994년에 완공되었다. 1층에는 일반열람실과 세미나실, 2층에는 대출실, 세미나실, 시청각실 등이 있으며, 3층에는 단행본실, 4층에는 정기간행물실, 참고열람실, 5층에는 개인문고와 학위논문실이 있다. 현재 도서관은 1,290석의 열람 좌석과 366,000의 장서를 보유하고 있다.[9]

- 창조관 : 지하 2층, 지상 5층의 건물로서 과학기술대학의 교수연구실, 강의실 및 실험실과 과학기술대학 부설 기초과학연구소이 있다.[9]

- 청송관 : 지상 5층의 건물로서 인문예술대학의 교수연구실, 강의실과 근대한국학연구소, 북 카페가 있다.[9]

- 백운관 : 지하 1층, 지상 5층의 건물로서 보건과학대학의 교수연구실, 강의실 및 실험실과 의공학연구소, 보건과학연구소, 환경과학기술연구소가 있다.[9]

- 정의관 : 지상 5층의 건물로서 정경대학과 정경대학원의 교수연구실, 강의실, 대강당이 있으며 지역발전연구소가 있다.[9]

- 미래관 : 지하 1층, 지상 5층의 건물로서 생명과학기술학부와 임상병리학과, 방사선학과의 교수연구실, 강의실 및 실험실, 전산실습실이 있다. (2012년에 4층에서 5층으로 1층 증축되었다.)[9]

- 학생회관 : 지상 4층의 건물로서 학생복지처, 학생상담실, 성폭력상담소, 건강공제회, 건강관리센터가 있으며 총학생회, 연세매지방송국, 연세춘추사, 연세매지편집실, 연세학보사, 동아리연합회, 각종 동아리방, 에코소극장, 여학생 휴게실 등이 있다. 또한 학생식당, I-Lounge, 편의점 등이 있다.[9]

- 생활관 : 남학생 기숙사로 매지 1학사와 세연 1학사, 세연 2학사가 있고 여학생 기숙사로 매지 2학사와 세연 3학사가 있다. 남·여학생 기숙사인 매지 3학사와 청연학사가 있다.[9]

- 연세프라자 : 지하 1층, 지상 4층의 건물로서 종합적인 학생복지센터로 사용되고 있다. 이 건물에는 국제교육원, 사회교육개발원, 교직원 및 학생 식당, 은행, 우체국, 서점, 편의점 등이 입주하여 있다.[9]

- 연세스포츠센터 : 지하 1층, 지상 3층의 건물로서 체육관, 소체육관, 수영장, 헬스장, 체력측정실 등이 있으며 600여명의 관객을 수용할 수 있다.[9]

- 현운재 : 지상 3층의 건물로 침실 24개와 라운지를 구비하고 있으며 백운산과 매지호수가 내려다보이는 곳에 위치하고 있다.[9]

- 라돈프리하우스 : 숲속 라돈 저감 회의장 및 라돈 이용 치료실 구축을 목적으로 개설된 ‘라돈프리하우스’는 지상 1층, 연면적 111.98m(33.87평) 규모로 현운재 후면 잣나무 숲속에 위치한다.

### 일산캠퍼스
- 의학관 : 1979년에 의과대학 원주분교로서 완공되었다가 1981년에 5층이 증축되었다. 현재 지하 1층, 지상 5층의 규모로 원주의과대학 학생 약 1,140여명을 수용하고 있다.[9]

- 의과대학 진리관 : 1993년에 지하 1층, 지상 4층의 건물로 완공되었고 2002년에 증축하였다. 계단강의실, 중·대형 강의실, 강당, 도서실, 교수연구실, 회의실 등이 있다.[9]

- 의과대학 원주세브란스기독병원 : 1959년에 개원하였으며 1987년에 모자보건센터를 신축하였고 1989년에는 응급실 및 암센터를 개소하였다.[9] 2002년 권역응급의료센터를 신축하여 현재 1,000병상 규모의 대학병원으로 운용되고 있다.

- 원의학사 : 의과대학 기숙사로 240명을 수용할 수 있는 제1원의학사와 340명을 수용할 수 있는 제2원의학사가 있다.[9]

- 의과대학 원주세브란스기독병원 후생관 : 지하 2층, 지상 1층 규모의 건물로서 신협, 직원 및 학생식당, 매점 등이 있으며 지하 1층과 옥상은 운수사무실과 주차장으로 사용되어 약 200여대의 차량을 주차할 수 있다.[9]

- 의과대학 의학도서관 : 진리관 1층과 2층에 자료 열람실이 있으며 3층에 자유 열람실이 설치되어 있다. 2006년 현재 장서 63,821권이 소장되어 있으며 458석의 열람석을 갖추고 있다.[9]

- 루가홀 : 원주의과대학 학생들이 채플을 듣거나 오리엔테이션, 졸업식 등 진행되는 강당이다.[9]

## 학내 단체
- 연세 매지 방송국 : 연세 매지 방송국(Yonsei Maeji Broadcasting Station, YMBS)은 1982년에 대학 방송 최초로 스테레오 방송을 시도하며 개국한 미래캠퍼스의 언론기관이다. 현재 아침, 낮, 두 차례에 걸쳐 학내 스피커를 통해서 정규 음성 방송을 실시하고 있다. 2003년에는 인터넷 방송을 시작하였다.[10]

- YTV 연세대학교 인터넷 선교 방송국' : YTV 선교 방송국(Yonsei TV Gospel Broadcasting, YTV)은 2003년에 개국한 미래캠퍼스의 선교방송국이다. 현재 채플과 연세대학교의 대학교회에서 영상촬영 및 편집을 하고 있다.

## 교육편제
다음은 2021년 기준 연세대학교 미래캠퍼스는 매지캠퍼스에 글로벌창의융합대학, 과학기술융합대학, 소프트웨어 디지털헬스케어 융합대학 등 3개 단과대학이, 일산캠퍼스에 원주의과대학 1개 대학으로 학부 편제가 이루어져 있다.
대학원 과정의 경우, 일반대학원은 설치되어 있지 않으며, 특수대학원으로 보건환경대학원, 정경·창업대학원 등 2개원이 설치되어 석사 학위 과정을 제공하고 있다.

## 같이 보기
- 연세대학교
- 연세대학교 신촌캠퍼스
- 연세대학교 국제캠퍼스
- 연세대학교 삼애캠퍼스